# Шкіря Іван Іванович
Шкіря Іва́н Іва́нович — учасник Афганської війни 1979—1989 років, проживає в місті Ужгород.

## Короткий життєпис
Походить з родини військових, 1979 року закінчив Харківське танкове командне училище. Офіцерську службу розпочав у Рогачевській дивізії, брав участь у навчаннях «Захід-81». За успішне форсування танками дном річки Західна Двіна достроково отримав звання старшого лейтенанта, командир роти.
Під час перебування в Афганістані з дружиною виховували маленьку доньку. Поранений, лікувався в Ташкентському госпіталі. 1984 року поблизу кишлака Істаліф у провінції Парван керована ним рота провела операцію — повітряна розвідка в одному з кишлаків виявила скупчення озброєних людей, туди вирушили бійці Шкірі. Дорога була замінована, відділення саперів потрапило під обстріл. 10 танків рушили руслом річки в обхід наверх. Обстріл долини почали, підкотивши під задню частину танка великий валун, за той бій отримав орден Червоної Зірки.
З 1986 року вчив афганських офіцерів-танкістів у Термезі, 1988-го провів танковий марш з Термезу в Афганістан, де передав нові танки 108-й танковій дивізії. Вийшовши на пенсію, повернувся до Закарпаття.
2008 року видав книгу спогадів «Афганістан. Епізоди».

## Нагороди
- орден Червоної Зірки
- медаль «За відвагу» (Афганістан)
- орден «За заслуги» III ступеня (13.2.2015)